# Ernö Rapée
Ernö Rapée (Budapeste, Hungria, 4 de junho de 1891 - Nova Iorque, Estados Unidos, 26 de junho de 1945) foi um dos mais prolíficos maestros norte-americanos na primeira metade do século XX. Sua mais célebre posição foi o título de maestro da Orquestra Sinfónica da Radio City, a orquestra residente da Radio City Music Hall, cuja música foi ouvida por milhões através do ar. Quando não estava conduzindo orquestras ao vivo, ele supervisionava a trilha sonora de filmes, chegando a compilar uma lista substancial de filmes em que ele trabalhou como compositor, arranjador e diretor musical.